# Старший технік-лейтенант
Старший технік-лейтенант  (від грец. techne — мистецтво, майстерність; і фр. lieu tenant — заступник, від lieu — місце і tenant — «посідає») — військове звання молодшого начальницького інженерного складу в Радянській армії з 1942 до 1971.
Еквівалентом звання серед командного складу було: у сухопутних силах та ВМС було звання старший лейтенант. Серед військово-технічного складу РСЧФ відповідним званням у 1942-1971 роках було старший інженер-лейтенант. 
Молодший технік-лейтенант нижче за рангом ніж інженер-капітан, та вище ніж технік-лейтенант.

## Історія використання

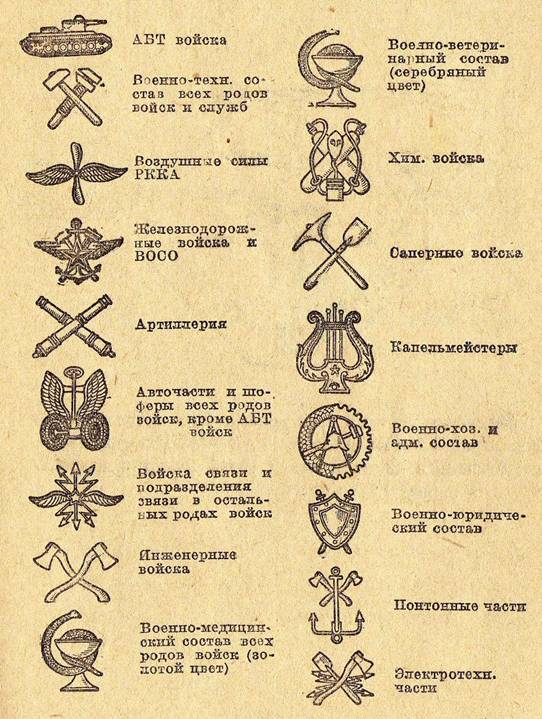
Додаток 1 Статуту внутрішньої служби РСЧА 1937 року («УВС-37») «Малюнки петличні знаків-емблем»

### Введення 1942/43
У 1942 році у РСЧА та у ВМФ (некорабельний склад) вводяться нові військові звання для інженерно-технічного складу, більш наближені до загальновійськових. Замість звання воєнтехнік 1 рангу вводиться звання старший технік-лейтенант. 
Звання введене постановою ДКО СРСР:
- від 22 січня 1942 № 1180сс «Питання військово-повітряних сил Червоної Армії» звання старший технік-лейтенант інженерно-авіаційної служби;
- від 4 квітня 1942 № 1528 «Про введення персональних військових звань інженерно-технічному складу ВПС ВМФ» і наказом НК ВМФ від 10 квітня 1942 ті самі звання вводились в ВМФ СРСР;
- від 3 березня 1942 № 1381 «Про введення персональних військових звань інженерно-технічному складу артилерії Червоної Армії» і наказом військового комісаріату оборони СРСР №68 від 4 березня 1942 звання старший технік-лейтенант інженерно-артилерійської служби.
- від 7 березня 1942 № 1408 «Про введення персональних військових звань інженерно-технічному складу автобронетанкових військ Червоної армії» і наказом військового комісаріату оборони СРСР №71 від 8 березня 1942 вводилися звання інженерно-технічного складу, зокрема старший технік-лейтенант інженерно-танкової служби.

Еквівалентом звання старшого техніка-лейтенанта серед інженерно-технічного складу ВМС (корабельний склад) був «старший інженер-лейтенант» (введено в 1940 році).

### 1960
Згідно з Уставом внутрішньої служби від 1960 року, відбулося розмежування військових звань офіцерів з вищою та середньою освітою. Офіцери з вищою військово-технічною (технічною) освітою встановлювалися нові звання (молодший інженер-лейтенант, інженер-лейтенант, старший інженер-лейтенант). Також підтверджувалися раніше існуючі ( інженер-капітан, інженер-майор та інші). Для офіцерів які мали середню військово-технічну (технічну)  освіту залишалися попередні звання (молодший технік-лейтенант, технік-лейтенант, старший технік-лейтенант, капітан технічної служби і далі до полковника технічної служби ).

### Скасування звання (1971)
Згідно указу Президії Верховної Ради СРСР від 18 листопада 1971 року відбувається уніфікація військових звань. Серед іншого, змінам піддалися звання старших та молодших офіцерів звання яких починалися зі слова «інженер-», а також «технік-» замінювалися на нові аналогічні, з додаванням «-інженер» наприкінці звання. 
Внаслідок цього старші інженери-лейтенанти, а також старші техніки-лейтенанти стають старшими лейтенантами-інженерами.

## Знаки розрізнення
Для даного звання, на погонах притаманних для молодших офіцерів (з одним просвітом) розміщувалося по три малі п’ятипроменеві зірочки. Самі погони несли на собі технічну емблему.